# Kollektivizmus
A kollektivizmus (a latin collectiva, „közösség” szóból) társadalomelméleti irányzat, amely az egyedi-személyes szempontok rovására az emberi élet közösségi-társadalmi összetevőjét hangsúlyozza. Ugyanakkor kollektivizmusnak nevezzük azt a politikai-uralmi gyakorlatot is, amely úgy hat az egyéni szempontok érvényesülése ellenében, hogy egyúttal kikezdi a ténylegesen működő közösségi formákat is: egy elképzelt, akár rémálomszerű "közösség" jegyében pusztulásveszélybe sodorja a közösségi értékeket hordozó valóságos kapcsolatokat.
A filozófiában az individualizmus ellenhatása, amely az egyedi szabadság megvalósítását hangsúlyozza. A kollektivizmusban a társadalom mintegy megszemélyesül, az egyén mint individuum értéke csökken. A kollektivista rendszerek a társadalom elsőbbségét hirdetik az egyén saját érdekei felett. Az egyént elsősorban az határozza meg, hogy milyen közösségekhez tartozik. Elsődleges szerepet nem az egyéni siker, hanem a társadalmi hasznosság játszik. Jellemző továbbá a hierarchikus felépítés, és a társadalmi felelősség, azaz hogy egyének törődnek a saját tetteik a közösség többi tagjára gyakorolt hatásával, és saját forrásaikat hajlandóak megosztani a közösség többi tagjával. A kollektivistáknál az egyén háttérbe kerül a kapcsolatokhoz képest, azaz többet tudnak másokról, mint saját énjükről. Egy személy viszonylag kevés közösséghez tartozik, viszont aktívan részt vesz azok életében. Fontos számukra egy olyan társ választása, aki képes a család egységét maximalizálni. A kollektivista én nem versengő, hanem szerény és hajlandó az együttműködésre. Az értékrendjük szerint fontos egymás meghallgatása, a bocsánatkérés, amely független attól, hogy az adott szituációban épp ki volt a hibás, jelzi a bocsánatkérő fél elkötelezettségét a kapcsolat fenntartása iránt. Szélsőséges típusainál előfordulhatnak az idegen közösségekkel való ellenséges magatartásformák (pl. etnikai szeparatizmus).
A kollektivizmusnak két típusa létezik: a horizontális és a vertikális kollektivizmus.
A horizontális kollektivizmusban az egyének mellérendeltsége és ezen keresztül egymásrautaltsága a legfontosabb, a társadalmat felépítő elemek kölcsönös függőségén és a kollektíva egységén van a hangsúly.
A vertikális kollektivizmusnál a csoport szolgálata az elsődleges szempont, és mindent a társadalmi érdekek határoznak meg, így az egyéni érdekek még inkább háttérbe szorulnak.